# کیم جونگ هاک پروداکشن
کیم جونگ هاک پروداکشن (کره‌ای: 김종학 프로덕션؛ انگلیسی: Kim Jong-hak Production) یک شرکت تولید درام کره‌ای در کره جنوبی است که اکنون به عنوان شرکت تابعهٔ شرکت ئی‌اس‌ای اداره می‌شود. این شرکت در فوریه ۱۹۹۹ توسط کارگردان و تهیه‌کننده کیم جونگ هاک تأسیس شد. این شرکت جانشین شرکت جی‌کام است که در سال ۱۹۹۲ توسط کیم جونگ هاک و سونگ جی نا در سال ۱۹۹۲ تأسیس شده بود.

## آثار
- گزیده آثار

| سال  | عنوان                       | شبکه             | شرکت تولیدی مرتبط                 | منابع       |
| ---- | --------------------------- | ---------------- | --------------------------------- | ----------- |
| ۲۰۰۴ | امپراتور دریا               | کی‌بی‌اس۲          | —                                 |             |
| ۲۰۰۴ | خانه کامل                   | کی‌بی‌اس۲          | —                                 |             |
| ۲۰۰۵ | مد دهه ۷۰                   | اس‌بی‌اس           | —                                 |             |
| ۲۰۰۶ | افسانه سودانگ               | اس‌بی‌اس           | —                                 |             |
| ۲۰۰۷ | ایسان                       | ام‌بی‌سی           | —                                 |             |
| ۲۰۰۷ | پشت برج سفید                | ام‌بی‌سی           | —                                 |             |
| ۲۰۰۸ | ویروس بتهوون                | ام‌بی‌سی           | —                                 |             |
| ۲۰۱۰ | جه‌جونگ‌وون                   | اس‌بی‌اس           | مای نیم ایز انترتینمنت            |             |
| ۲۰۱۰ | زنی که هنوز قصد ازدواج دارد | ام‌بی‌سی           | —                                 |             |
| ۲۰۱۱ | افتخار جین                  | کی‌بی‌اس۲          | —                                 |             |
| ۲۰۱۲ | دکتر اسب                    | ام‌بی‌سی           | —                                 |             |
| ۲۰۱۲ | پادشاه دو دل                | ام‌بی‌سی           | —                                 |             |
| ۲۰۱۳ | می‌توانم صدایت را بشنوم      | اس‌بی‌اس           | دورمی مدیا                        |             |
| ۲۰۱۴ | هیلر                        | کی‌بی‌اس۲          | —                                 |             |
| ۲۰۱۵ | گل ملکه                     | ام‌بی‌سی           | جی‌ان‌جی پروداکشن                   |             |
| ۲۰۱۵ | سقوط به خاطر بی‌گناهی        | جی‌تی‌بی‌سی         | دورمی انترتینمنت                  |             |
| ۲۰۱۵ | جونگ میونگ                  | ام‌بی‌سی           | —                                 |             |
| ۲۰۱۵ | نهایت درهم شکستگی           | سوهو ناور ام‌بی‌ان | سوهو                              |             |
| ۲۰۱۶ | افسانه اوک‌نیو               | ام‌بی‌سی           | —                                 |             |
| ۲۰۱۶ | شب پرستاره گوهو             | اس‌بی‌اس سوهو      | سوهو                              |             |
| ۲۰۱۶ | گپ سون ما                   | اس‌بی‌اس           | چوروکبم مدیا                      |             |
| ۲۰۱۸ | سرزمین ستارگان              | اس‌بی‌اس           | سامهوا نتورکس                     | [ ۳ ]       |
| ۲۰۱۹ | هه‌چی                        | اس‌بی‌اس           | —                                 | [ ۴ ]       |
| ۲۰۱۹ | باغ طلایی                   | ام‌بی‌سی           | —                                 |             |
| ۲۰۱۹ | خوش آمدی به زندگی           | ام‌بی‌سی           | —                                 | [ ۵ ]       |
| ۲۰۲۰ | بیدار                       | تی‌وی‌ان           | استوری واین پیکچرز استودیو دراگون | [ ۶ ] [ ۷ ] |
| ۲۰۲۲ | ما همه مرده‌ایم              | نتفلیکس          | فیلم مانستر                       | [ ۸ ]       |
| ۲۰۲۳ | سلبریتی                     | نتفلیکس          | استودیو دراگون هاو پیکچرز         |             |
| ۲۰۲۳ | دوز روزانه آفتاب            | نتفلیکس          | فیلم مانستر                       | [ ۹ ]       |
| ۲۰۲۴ | پاک‌کن خاطرهٔ بد              | ام‌بی‌ان           | استودیو جیدام چوروکبم مدیا        | [ ۱۰ ]      |